# توم هيوز
توم هيوز (بالإنجليزية: Tom Hughes)‏ (و. 1985 – م) هو ممثل، من المملكة المتحدة، ولد في تشستر.

## التعليم
تعلم في الأكاديمية الملكية للفنون المسرحية، في تخصص تمثيل، وتحصل منها على بكالوريوس الآداب.

## وصلات خارجية
- توم هيوز على موقع IMDb (الإنجليزية)
- توم هيوز على موقع ألو سيني (الفرنسية)
- توم هيوز على موقع أول موفي (الإنجليزية)
- توم هيوز على موقع قاعدة بيانات الفيلم (الإنجليزية)
- توم هيوز على موقع كينوبويسك (الروسية)